# Ochrotrichia flintiana
Ochrotrichia flintiana är en nattsländeart som beskrevs av Kumanski 1987. Ochrotrichia flintiana ingår i släktet Ochrotrichia och familjen smånattsländor. Inga underarter finns listade i Catalogue of Life.